# Tiefenbach, Landshut
Tiefenbach là một đô thị thuộc huyện Landshut trong bang Bayern nước Đức. Đô thị Tiefenbach, Landshut có diện tích 24,72 km², dân số thời điểm ngày 31 tháng 12 năm 2006 là 3583 người.